# 石狩鍋

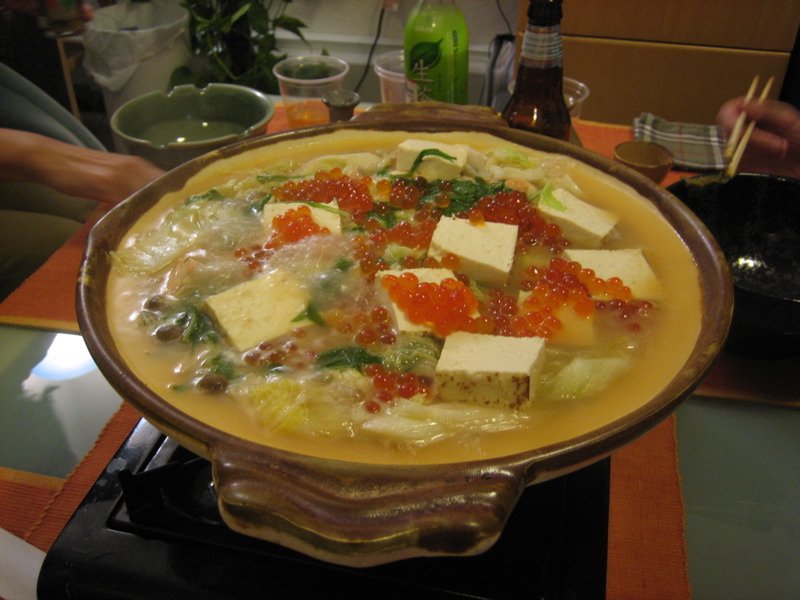
石狩鍋

石狩鍋（日语：／）是一道日本北海道的鄉土料理，是以味噌調味過的鮭魚為主要食材的一道火鍋料理。
石狩鍋雖然常常會被跟以醃製鮭魚為主要食材的三平汁搞混，不過石狩鍋所使用的鮭魚並不是醃製鮭魚，而是沒醃製過的生鮭魚。

## 材料
石狩鍋的湯底製作是將鮭魚肉連魚骨，和豆腐、洋蔥、韭菜、白蘿蔔、捲心菜、香菇、胡蘿蔔、京蔥等蔬菜，加入昆布和味噌煮成。有時候還會添加酒糟、牛油或牛奶等調味。最後再加上山椒粉食用。

## 由来
石狩鍋是以鮭魚產量豐富的石狩川命名的，該處每年都有鮭魚逆流而游上河川上游產卵。
在江戶時代，當地的漁夫在經歷嚴冬下辛勞的捕鮭魚活動後，都會將一些新鮮的鮭魚魚獲，加上洋蔥和白菜等蔬菜熬成味噌湯，作為慶功和慰勞。
1880年（明治13年）在石狩市石狩川河口附近開業的食店「金大亭」就把這種料理當成商品出售。直至今天，「金大亭」仍然沿用「元祖石狩鍋」的名號。

## 郷土料理
2007年農林水產省主辦的「農山漁村鄉土料理一百選」中，石狩鍋和烤鐵板羊肉、草莓煮等一起被選為代表北海道及東北的地方風味。。

## 纪念日
为宣传石狩锅，石狩市内的餐饮店协会在2008年起将每年9月15日定为石狩锅纪念日。

## 十勝鍋
十勝鍋（日語:とかちなべ Tokachi Nabe）是在帶廣一帶地方的郷土料理。用和石狩鍋同樣的廚具，加入名産豬肉味噌做成湯底。
名字是以同樣以鮭魚產量豐富聞名的十勝川命名的。